# Entylia carinata
Entylia carinata ist eine Art der Buckelzirpen aus der Unterfamilie der Smiliinae. Es ist die einzige besser bekannte Art der Gattung Entylia, vermutlich sogar die einzige bekannte Art dieser Gattung. Demnach sind alle anderen beschriebenen Arten dieser Gattung Synonyme der Art E. carinata.

## Verbreitung
Die Art ist aus folgenden Ländern bekannt: Argentinien,  Chile, Brasilien, Peru, Kolumbien, Ecuador, Venezuela, Rep. Guyana, Guatemala, Nicaragua, Costa Rica, Mexiko, USA und Kanada. In den USA und in Kanada ist die Art weit verbreitet.

## Merkmale
Die Zirpen sind ca. 3,6 bis 4,3 mm lang. In Florida wird ihre Länge mit 5 mm für Weibchen und 4,5 mm für Männchen angegeben. Die Zirpen dieser Art sind sehr unterschiedlich, meist in verschiedenen Brauntönen oder gelblich, auch fast schwarz oder weiß gefärbt. Selbst Tiere einer Population können recht unterschiedlich gefärbt sein. Das Pronotum von E. carinata ist seitlich kompress und besteht aus einem vorderen und einem hinteren Teil. Der vordere Teil ist höher als der hintere und mehr oder weniger rechteckig, der hintere abgerundet. An den Seiten ist das Pronotum rau und hat unregelmäßige Leisten. Der vordere Teil der Flügel ist vom Pronotum bedeckt. Das Hinterende des Pronotums ist spitz zulaufend.
Die Vorderflügel sind transparent, sie haben fünf apicale und zwei discoidale Zellen.

## Lebensweise
Die Weibchen von E. carinata leben in Aggregationen und bewachen ihre Eier, welche sie an der Unterseite von Blättern legen. Verschiedentlich wurde beobachtet, dass die Weibchen auch ihre Larven bewachen und durch aggressives Verhalten verteidigen.
Sowohl die Larven als auch die erwachsenen Zirpen werden oft von Ameisen beschützt. Die Zirpen geben den Ameisen Honigtau, Erwachsene mehr als die Larven. In Anwesenheit von Ameisen legen die Zirpen mehr Eier als wenn keine Ameisen anwesend sind.
In nördlichen Gebieten überwintern die adulten Insekten. Im Sommerhalbjahr können sie bis zu vier Generationen hervorbringen.
In den USA leben die Zirpen an verschiedenen Pflanzen, vor allem an Asteraceae, deren Phloem sie saugen. In Zentralamerika gilt E. carinata auch als Schädling an Bohnen (Phaseolus vulgaris).
An den Seiten des Abdomens besitzen die Zikaden paarige Bakteriome, in denen zwei verschiedene symbiontische Bakterienarten leben. Diese sind wesentlich für die Ernährung, da der Pflanzensaft keine essentiellen Aminosäuren enthält. Vermutlich sind solche Endosymbiosen weit verbreitet bei Membracidae und darüber hinaus.